# Bubo magellanicus
Bufo-andino ou corujão-chileno (Bubo magellanicus) é uma espécie de ave estrigiforme pertencente à família Strigidae.